# القشرانيات السكرية الموضعية
القشرانيات السكرية الموضعية أو الكورتيزون الموضعي هي التركيبات الموضعية للهرمونات القشرية السكرية (جلوكوكورتيكويدات). تُستخدم القشرانيات الموضعية في علاج العديد من الأمراض الجلدية. لهذه المواد خصائص مضادة للالتهابات، ومثبطة للتفتل الخلوي، وقامعة للجهاز المناعي من خلال آليات مختلفة.

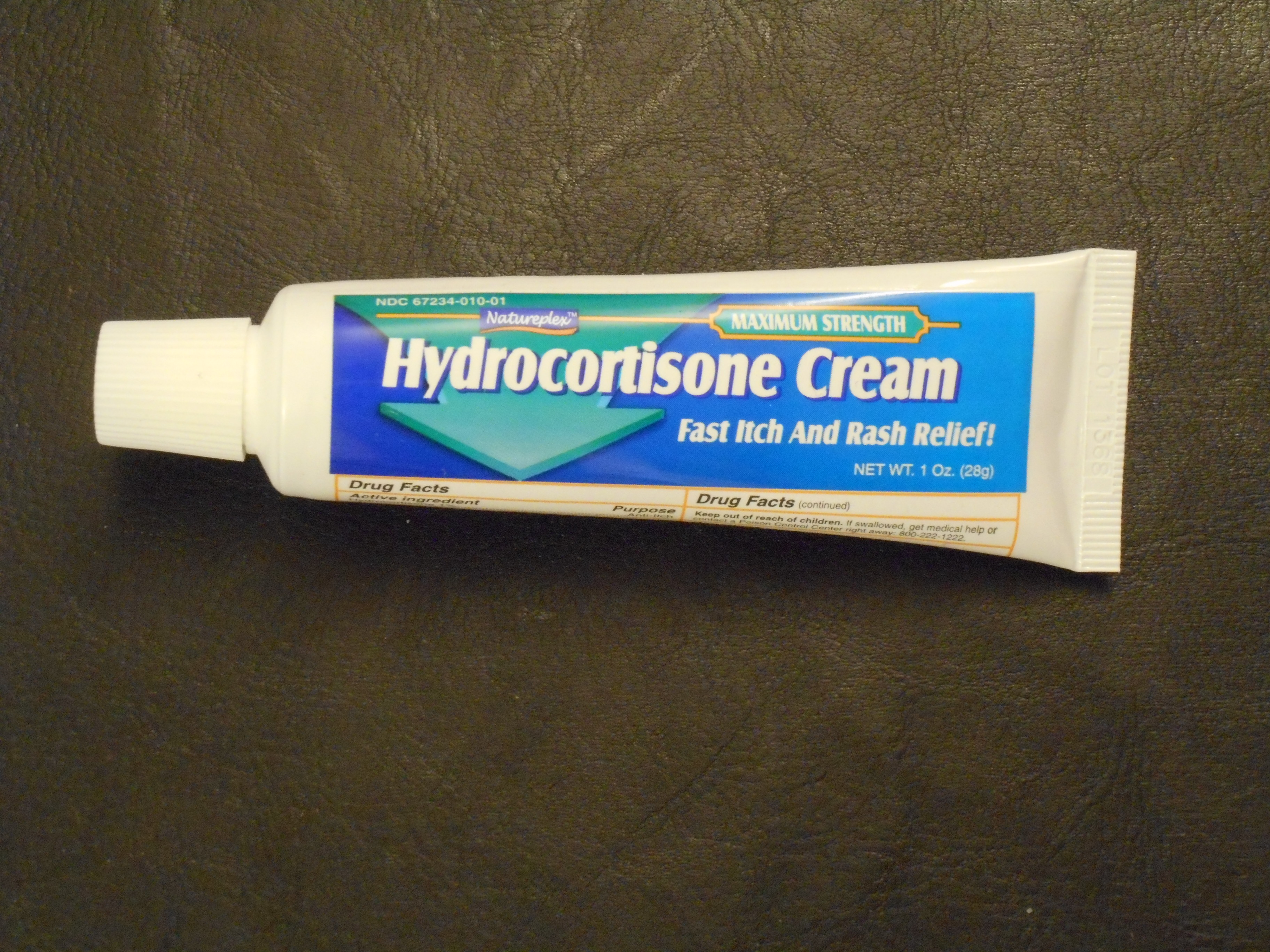
كريم الهيدروكورتيزون من أنواع الكورتيزون الموضعية المتداولة.

## الاستخدامات الطبية
يستخدم الكورتيزون الموضعي لعلاج مجموعة متنوعة من الأمراض الجلدية:
- الأكزيما
- التهاب الجلد التأتبي
- الصدفية
- البهاق
- الشبم
- التهاب الجلد الإشعاعي الحاد
- الحزاز المتصلب

## التركيبات
للقشرانيات الموضعية عدّة تركيبات مختلفة. عند استخدام تركيبة غير مناسبة، قد لا يتحقق التأثير العلاجي المطلوب. كما قد يتفاقم المرض في بعض الحالات. على سبيل المثال، عند استخدام جل الكورتيزون على أكزيما اليد المتشققة تزداد حدة الألم وكذلك اللسع بسبب الكحول الموجود في الجل. وعند استخدام مرهم على جرح رطب قد يؤدي المرهم إلى التهاب جريبي بسبب خصائصه السادّة للمسام.

### المراهم
تتشكل المراهم من الماء المعلق في الزيت. تُعدّ المراهم مواد تشحيم فعالة قادرة على الاحتفاظ بالحرارة وتقليل فقدان الماء عبر الجلد وتوفير امتصاص أفضل للأدوية. المراهم أيضا شبه سادّة للمسام. عادة ما تكون المراهم أكثر التركيبات فعالية للكورتيزون الموضعي بسبب تأثيرها الانسدادي. ومع ذلك، قد يكون قبول المرضى وامتثالهم للعلاج الدوائي منخفضًا نسبيًا نظرًا لكون المراهم دهنية ولزجة وصعبة الدهن على المناطق الكبيرة أو ذات الشعر.

### كريمات
الكريمات عبارة عن مستحلبات شبه صلبة تتكون من زيت معلق في الماء. للكريمات مظهر لطيف ويمكن شطفها بالماء. الكريمات بشكل عام أكثر فعالية من باقي التركيبات ولكنها أقل فعالية من المراهم. تُفيد الكريمات بشكل خاص في الالتهابات الحادة ذات الإفرازات بسبب قدرتها على التجفيف. يمكن أيضًا وضع الكريمات على ثنيات الجسم التي لا يمكن استخدام المراهم فيها.

### الدهون (لوشن)
الدهونات هي معلقات أو محاليل الأدوية الموجودة في الماء أو الكحول أو أنواع أخرى من المذيبات. لذلك، يجب رج الحاوية بشكل كافٍ لضمان خلط الدواء جيدًا مع المذيب قبل كل جرعة لتحقيق أفضل تأثير علاجي. المستحضرات فعالة بشكل خاص في المناطق المشعرة وأيضًا في الحالات التي يستوجب فيها استخدام الدواء على مناطق واسعة من الجسم. تعطي الدهونات بعض التبريد والتجفيف أثناء جفافها، مما يجعلها فعالة في المشاكل الجلدية الرطبة و / أو في حالات الحكة.

### الهلام (جل)
المواد الهلامية عبارة عن مستحلبات بزيت معلق في ماء يحتوي على كحول في القاعدة. لتركيبات الجل تأثيرات علاجية جيدة مثل المراهم ومظهر لطيف من الناحية الجمالية مثل الكريمات، مما يجعلها أكثر قبولًا عند المرضى. تُمتص المواد الهلامية بسهولة وهي سهلة التوزيع على المناطق المشعرة. المواد الهلامية فعالة بشكل خاص للالتهابات ذات الإفرازات.

### الرغوة
تنتشر الرغوة بكفاءة وهي أسهل في الاستخدام مقارنة بالمستحضرات الأخرى، خاصةً لالتهابات الجلد وأمراض فروة الرأس. يمكن وضع الرغوة ونشرها بسهولة، خاصة في المناطق المشعرة. عادة ما يكون التزام المرضى بالتركيبات الرغوية مرتفعًا. تركيبات الرغوة عمومًا أعلى في السعر من التركيبات الأخرى نظرًا لصعوبة تصميم المركبات المناسبة،

## الخصائص الدوائية

### آلية العمل
تغير القشرانيات السكرية الموضعية وظائف خلايا البشرة والجلد بالإضافة إلى خلايا الدم البيضاء التي تسهم في العديد من أمراض الجلد التكاثرية والالتهابية.
تعمل القشرانيات الموضعية كـنواهض لمستقبلات القشرانيات السكرية. يرتبط القشراني بالمستقبل داخل الخلية، ومن ثمّ ينتقل مركب القشراني-المُستقبل إلى النواة. داخل النواة، يرتبط المركب بعناصر استجابة القشرانيات السكرية في المنطقة المحفزة للجينات المستهدفة. ينتج عن هذا تنظيم التعبير الجيني من خلال تغيير معدل نسخ بعض أنواع الرنا الرسول. نظرًا لأن الرنا الرسول يعمل كقالب لتخليق البروتين، يمكن للقشرانيات الموضعية إما تعزيز أو تثبيط تخليق بروتينات معينة. هذه السلسلة من الأحداث تؤدي إلى تأثيرات عديدة. يتم تثبيط عوامل النسخ المسؤولة عن تخليق عوامل الالتهاب وتحفيز إطلاق البروتينات المضادة للالتهابات مثل ليبوكورتين ، ومنع انقسام خلايا البشرة والخلايا الليفية الجلدية.

### الحرائك لدوائية
هناك العديد من العوامل التي تحدد مدى امتصاص القشرانيات الموضعية، منها:
- منطقة الجسم؛ [6] يمكن للكوتريزون الموضعي اختراق مناطق الجسم ذات الجلد الرقيق أكثر من المناطق ذات الجلد السميك.[6]
- حالة الجلد؛ يُمتَصّ الكورتيزون الموضعي بنسبة أكبر في مناطق الالتهاب أو في المناطق المتقشرة مقارنةً بلجلد الطبيعي.
- عمر المريض؛ فالرضع والأطفال الصغار الذين لديهم جلد أرق بكثير من جلد البالغين يمتصون الكورتيزون الموضعي بسهولة أكبر [10]
- وجود اليوريا، ثنائي ميثيل سلفوكسيد، أو عوامل أخرى (مثل حمض الساليسيليك ) في تركيبة المستحضر والتي من شأنها رفع معدل الامتصاص.
- وضع ضمادة إطباقية على المنطقة المصابة يرفع معدل الامتصاص [11]

الاختلافات في مدى الامتصاص عن طريق الجلد في أجزاء مختلفة من الجسم (النسبة المئوية للجرعة الإجمالية التي يمتصها الجسم عن طريق الجلد) هي كما يلي:
- باطن القدم - 0.05٪
- باطن الكف - 0.1٪
- الساعد - 1٪
- فروة الرأس - 3.5٪
- الوجه - 7٪
- الجفون والأعضاء التناسلية - 30٪

## الآثار الجانبية
تعتبر القشرانيات السكرية الموضعية أكثر أمانًا بشكل عام من القشرانيات الجهازية. ومع ذلك، قد تحدث آثار جانبية جلدية وجهازية، خاصة مع استخدام الجلوكوكورتيكويدات الموضعية فائقة الفعالية والفعالة أو الاستخدام المفرط للعوامل منخفضة الفعالية.

### الآثار الجانبية الجلدية

ظهور الفرفرية على الجلد.

متلازمة الانسحاب: قد يؤدي إيقاف القشرانيات الموضعية بعد الاستخدام طويل الأمد، خاصة على الوجه أو الأعضاء التناسلية، إلى ظهور أنواع مختلفة من العلامات والأعراض بما في ذلك احمرار الجلد، والإحساس بالحرق أو اللسع، والحكة، والألم، والشعور بهبّات ساخنة على الوجه. يمكن أن تستمر هذه الأعراض لأيام إلى أسابيع بعد إيقاف الكورتيزون الموضعي.
رد الفعل التحسسي : المركبات (المذيبات التي تحتوي على الدواء) أو المواد الحافظة هي عادة العوامل المسببة للحساسية، أما الحساسية الناتجة عن الكورتيزون نفسه تكاد تكون شبه مستحيلة. يُشتبه في حساسية التلامس الناتجة عن الكورتيزون الموضعي في المرضى الذين يعانون من أمراض جلدية مزمنة تزداد سوءًا بعد العلاج.
أخرى: الآثار الضارة الجلدية الأخرى للكورتيزون الموضعي تتكون من ظهور فرفرية (بقع حمراء متغيرة اللون) على الجلد، وتغيرات في التصبغ، ونمو غير طبيعي للشعر.

### الآثار الجانبية الجهازية

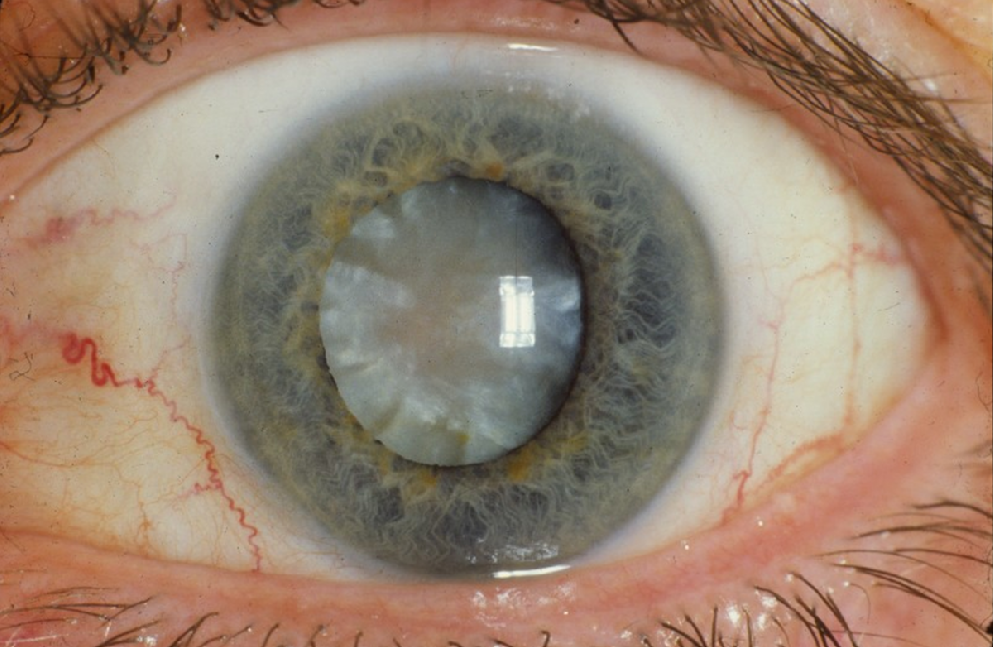
عين بشرية مصابة بإعتام عدسة العين.

يمكن لبعض الكورتيزونات الموضعية أن تسبب تثبيط محور الغدة النخامية (HPA). تشمل الأسباب التي تؤدي إلى تثبيط هذا المحور استخدام القشرانيات فائقة الفعالية، والاستخدام طويل الأمد، واستخدام الكورتيزون الموضعي على مناطق عالية النفاذية أو مساحات كبيرة من الجسم، واستخدام ضمادات إطباقية تزيد من امتصاص الدواء، وتغير حاجز الجلد، وصغر السن. يمكن أن يؤدي الاستخدام طويل المدى حتى للقشراني الخفيف عند الأطفال الصغار إلى تثبيط هذا المحور.
نادرًا, يؤدي الاستخدام طويل الأمد للجلوكوكورتيكويدات الموضعية عالية الفعالية حول العينين إلى الإصابة بالمياه الزرقاء أو إعتام عدسة العين.
يمكن أن يؤدي الاستخدام الخاطئ للقشرانية الموضعية إلى تفاقم أو تغطية الأعراض السريرية لالالتهابات الجلدية الفطرية مما يصعّب تشخيص حالة المريض.

## تحذيرات

### في الأطفال
لتقليل من الأعراض الجانبية، لا ينبغي استخدام الكورتيزون عالي الفعالية على الوجه، والمناطق بين الثنيات، والمناطق ذات الطبقات الرقيقة من الجلد (مثل العجان والإبط ) عند الأطفال. كما يفضل استخدام الكورتيزون عالي الفعالية على الجلد مرة واحدة فقط في اليوم ويجب عدم استخدامه لأكثر من أربعة عشر يومًا. حتى الكورتيزونات منخفضة الفعالية قادرة على إحداث آثار ضارة عند الأطفال عند استخدامها لفترات طويلة من الزمن.
بشكل عام، يحتاج الأطفال لجرعة أقل من الكورتيزون الموضعي لمرض ما مقارنة بالبالغين، حيث أن مساحة سطح الجسم لدى الأطفال أصغر نسبيًا مقارنة بالبالغين.

### أثناء الحمل أو الإرضاع
استنادًا إلى الأدلة المتوفرة حاليًا، لا يسبب الكورتيزون الموضعي منخفض إلى متوسط الفعالية أية آثار ضارة للأم والطفل، مثل الولادة المبكرة، والعيوب الخلقية، وانخفاض الوزن عند الولادة. ومع ذلك، نظرًا لأن العلاقة بين الاستخدام طويل الأمد للكورتيزون الموضعي الفعال في النساء الحوامل وانخفاض الوزن عند الولادة لا يمكن إهمالها، يجب إعطاء النساء الحوامل اللواتي يحتجن إلى كورتيزون موضعي مع عوامل منخفضة أو متوسطة الفعالية بدلاً من العوامل القوية أو فائقة القوة. إذا كانت السكرية الموضعية القوية أو فائقة الفعالية ضرورية في النساء الحوامل، فيجب إعطاؤها لفترة قصيرة فقط، ويجب أيضًا تقليل الجرعة المستخدمة، ويجب مراقبة نمو الطفل عن كثب.

## التصنيفات

### التصنيف الأمريكي
تسبب القشرانيات الموضعية تضيق الأوعية الجلدية بدرجة متناسبة مع مستوى فعاليتها. بناءً على نظام التصنيف الأمريكي، يمكن تصنيف القشرانيات الموضعية إلى سبع مجموعات، حيث المجموعة الأولى هي الأكثر فعالية والمجموعة السابعة هي الأقل فعالية.

#### الفاعلية الفائقة (المجموعة 1)
- بيتاميثازون ديبروبيونات، معزز بنسبة 0.05٪
- بروبيونات كلوبيتاسول 0.05٪
- ديفلوكورتولون فاليرات 0.3٪
- فلوسينونيد 0.1٪
- فلوراندرينوليد 4 ميكروجرام / سم 2
- بروبيونات هالوبيتاسول 0.05٪

#### الفاعلية العالية (المجموعة 2)
- امسينونيد 0.1٪
- بيتاميثازون ديبروبيونات 0.05٪
- بروبيونات كلوبيتاسول 0.025٪
- ديسوكسيميتازون 0.25٪
- ثنائي أسيتات ديفلوراسون 0.05٪
- فلوسينونيد 0.05٪
- هالسينونيد 0.1٪
- بروبيونات هالوبيتاسول 0.01٪

#### الفاعلية المتوسطة الأعلى (المجموعة 3)
- امسينونيد 0.1٪
- بيتاميثازون ديبروبيونات 0.05٪
- بيتاميثازون فاليرات 0.1٪
- ديسوكسيميتازون 0.05٪
- ثنائي أسيتات ديفلوراسون 0.05٪
- ديفلوكورتولون فاليرات 0.1٪ (غير متوفر في الولايات المتحدة)
- فلوسينونيد 0.05٪
- فلوتيكاسون بروبيونات 0.005٪
- موميتازون فوروات 0.1٪
- تريامسينولون أسيتونيد 0.5٪

#### الفاعلية المتوسطة (المجموعة 4)
- بيتاميثازون ديبروبيونات 0.05٪
- كلوكورتولون بيفالات 0.1٪
- فلوسينولون أسيتونيد 0.025٪
- فلوراندرينوليد 0.05٪
- هيدروكورتيزون فاليرات 0.2٪
- موميتازون فوروات 0.1٪
- تريامسينولون أسيتونيد 0.1٪

#### الفاعلية المتوسطة الأخفض (المجموعة 5)
- بيتاميثازون ديبروبيونات 0.05٪
- بيتاميثازون فاليرات 0.1٪
- ديسونيد 0.05٪
- فلوسينولون أسيتونيد 0.025٪
- فلوراندرينوليد 0.05٪
- فلوتيكاسون بروبيونات 0.05٪
- هيدروكورتيزون الزبدات 0.1٪
- هيدروكورتيزون بروبوتات 0.1٪
- هيدروكورتيزون فاليرات 0.2٪
- Prednicarbate 0.1٪
- تريامسينولون أسيتونيد 0.1٪

#### الفاعلية المنخفضة (المجموعة 6)
- الكلوميتازون ديبروبيونات 0.05٪
- بيتاميثازون فاليرات 0.1٪
- ديسونيد 0.05٪
- فلوسينولون أسيتونيد 0.01٪
- تريامسينولون أسيتونيد 0.025٪

#### الأضعف (المجموعة 7)
- هيدروكورتيزون (قاعدة، ≥2٪) 2.5٪
- هيدروكورتيزون (قاعدة، <2٪) 1٪
- هيدروكورتيزون أسيتات 2.5٪

## الصحة والمجتمع

### رهاب القشرانيات السكرية الموضعية
رهاب القشرانيات الموضعية هو التوجس من استخدام القشرانيات الموضعية، والذي يوجد عادة بين مرضى التهاب الجلد التأتبي ومقدمي الرعاية لهم. عُرفت هذه الظاهرة في أكثر من 15 دولة حول العالم، بما في ذلك كندا وفرنسا واليابان والمملكة المتحدة والولايات المتحدة. الأسباب الأكثر انتشارًا لرهاب القشرانيات الموضعية هي الخوف من ترقق الجلد والقلق من الامتصاص الجهازي الذي يمكن أن يؤثر على النمو والتطور. قد تترافق هذه الظاهرة مع انخفاض الامتثال بالعلاجات القشرانية الموضعية. يجب أن يكون نزع مخاوف المرضى من القشرانيات جزءًا لا يتجزأ من تعليم وعلاج المرضى من أجل تحسين الفعالية العلاجية وجودة الحياة.